# Stachyarrhena revoluta
Stachyarrhena revoluta är en måreväxtart som beskrevs av Bengt Lennart Andersson. Stachyarrhena revoluta ingår i släktet Stachyarrhena och familjen måreväxter.
Artens utbredningsområde är Ecuador. Inga underarter finns listade i Catalogue of Life.